# Kono Mons
Il Kono Mons è una struttura geologica della superficie di Venere.